# Chemin Fais'Art
Le Chemin Fais'Art est un parcours de découverte rythmé de sculptures contemporaines de Gilles Perez, sur la commune de Chapdes-Beaufort, dans le Puy-de-Dôme.

## Chemin
Ce site, occupé depuis très longtemps et dédié au culte de la Vierge Marie — le site est dominé par le puy de Beaufort (886 m), sur laquelle se trouve une chapelle dédiée à la Vierge de Beaufort, avec une statue de la Vierge — est aujourd'hui un lieu d'art et de culture en harmonie avec la nature.
Sur une idée de Gilles Perez, le « chemin » emprunte le chemin communal sur une longueur de trois kilomètres, le long duquel sont disposées une vingtaine de sculptures monumentales. La première a été implantée en 1992 et, depuis, une ou deux sculptures sont créées chaque année. Si certaines sont très visibles, d'autres se trouvent un peu à l'écart et le visiteur devra s'aventurer dans les sous-bois pour les découvrir.
La municipalité de Chapdes-Beaufort a amélioré la voie d'accès au site en 1990 et l'association Chamina a créé un chemin de petite randonnée balisé.
Les sculptures sont réalisées sous la direction de l'artiste par huit personnes dans le cadre d'un chantier d'insertion, financé par le conseil général du Puy-de-Dôme.

## Sculptures
À l'exception d'une sculpture en granite, les sculptures sont réalisées avec la pierre volcanique locale, la pierre de Volvic.